# David Cornstein
David Bernard Cornstein (New York, 1938. augusztus 17. –) amerikai üzletember és diplomata, korábban az Amerikai Egyesült Államok Magyarországra akkreditált nagykövete. New York-i származású, üzletei között megtalálhatóak a szerencsejáték és a használt luxus ékszerek kereskedelme valamint a telemarketing.

## Fiatalkora és tanulmányai
Apja, Irwin szőnyegkereskedő, édesanyja, Fanny tanár egyetlen fiaként született és nőtt fel New Yorkban. Anyai nagyszülei Magyarországról vándoroltak be az USA-ba. Cornstein the Bronx P.S.168-os iskolájában, majd a Horace Mann Schoolban tanult, amit 1956-ban végzett el. 1960-ban Pennsylavniában Eastonben a Lafayette College-ben BA minősítést szerzett. A mai napig az iskola támogatója és a Marquis Társaság tagja. Később a New York Egyetemen MBA képesítést szerzett. Cornstein ezután a hadseregben szakács lett.

## Karrierje
Cornstein karrierjét a New York Egyetemen töltött tanulmányi ideje alatt elkezdte. Long Islanden a J. C. Penney egyik üzletében egy ékszerkereskedést nyitott, majd ezt bővítette ki egy Tru-Run nevű vállalattá, mely országszerte értékesített ékszereket különféle boltokban. Cornstein volt az igazgató, a végrehajtásért felelős vezető is. A vállalat 1985-ben megvásárolt egy másik, hasonló társaságot, a Seligman and Latzot, majd 1988-ban 217 millió USD-t fizetett a Finlay Fine Jewelryért. Cornstein új holding vállalatot alapított Finlay Enterprises néven, ahol ő lett az elnök és az igazgató is. Egyúttal a Finlay Fine Jewelry igazgatója is volt. A vállalat az 1989-es és az 1990-es évekre jellemző gazdasági hanyatlás idején is prosperált, még Európába is átterjeszkedett. 1999. januárban Cornstein otthagyta a Finlay felső vezetését.
Cornstein pályafutása jelentős részét az ékszerpiacon töltötte, de kétszer is indult New York polgármesterének posztjáért, egyszer 1985-ben, egyszer pedig 1991-ben. Rövid ideig jelöltette magát New York állami számvevőszékének az elnökének is, de miután kiderült, hogy a republikánusok John Fasót támogatják, visszalépett az indulástól.
Cornstein 2020. szeptember 15-én bejelentette, hogy lemondott a budapesti nagyköveti posztról. Még ebben az évben megkapta a Magyar Érdemrend parancsnoki keresztje a csillaggal kitüntetést.